# Nima Mirkhoshhal
Nima Mirkhoshhal (* 15. März 1997 in Darmstadt) ist ein deutscher Pianist.

## Leben
Den ersten Klavierunterricht erhielt Mirkhoshhal im Alter von fünf Jahren von der Klavierpädagogin Katrin Ahnsehl in Lüneburg. Mit sechs Jahren gewann er einen Preis beim Internationalen Grotrian-Steinweg-Wettbewerb in Braunschweig. Von 2007 bis 2015 besuchte er das Lessing-Gymnasium Uelzen. Von 2010 bis 2015 war er Klavierschüler von Hinrich Alpers.
2011 bestand Mirkhoshhal die Aufnahmeprüfung für das Institut zur Frühforderung musikalisch Hochbegabter (IFF) und war bis 2014 dort Frühstudent und von 2014 bis 2015 Jungstudent an der Hochschule für Musik und Theater Hannover. Währenddessen besuchte er von 2010 bis 2014 Meisterklassen von Ewa Kupiec, Einar Steen-Nökleberg, Jerome Lowenthal, Bob Versteeg, Jacob Leuschner und Dae-Jin Kim.
Mirkhoshhal ist Preisträger zahlreicher nationaler und internationaler Wettbewerbe, dazu gehören z. B. der 1. Preis beim Internationalen Grotrian-Steinweg-Wettbewerb 2012 und 2013, der KMN-Konzertpreis beim VII. Internationalen Musikwettbewerb für die Jugend in Oldenburg 2013. 2014 gewann er den 1. Preis beim Bundeswettbewerb Jugend musiziert und darauf folgend den WDR3-Klassik-Preis in Münster. 2015 wurde er nach einem langen Auswahlverfahren beim Cleveland International Piano Competition zugelassen und schaffte es dort bis in die 2. Runde.
Mirkhoshhal studierte seit Oktober 2015 in der Klasse des Pianisten Pierre-Laurent Aimard an der Hochschule für Musik und Tanz Köln. 2016 wurde Mirkhoshhal Stipendiat der Deutschen Stiftung Musikleben, dort wurde er mit dem Carl-Heinz Illies Stipendium ausgezeichnet. Im September 2023 schloss er sein Studium mit Master of Music erfolgreich ab.
Er trat auf Konzerten in Deutschland, Österreich und den USA auf, z. B. in der Hamburger Laeiszhalle, dem Detmolder Konzerthaus und im Münchener Gasteig. Mirkhoshhal wurde auch für zahlreiche Festivals verpflichtet, u. a. für den "Musikalischen Sommer" (Ostfriesland), die Oldenburger Promenade, die Bad Harzburger Musiktage, die Musikwoche Hitzacker und eine Veranstaltung für Jungen Pianiste im Kloster Medingen. Als Solist trat er mit dem Wratislavia Chamber Orchestra, der Studentischen Philharmonie Hannover und dem Uelzener Kammerorchester auf.
Im Jahr 2019 gewann er den 1. Preis des Grand Prix Virtuos, wodurch er im Juli 2019 sein Debüt im Concertgebouw Amsterdam geben konnte. Im selben Jahr wurde er von der Oxford Philharmonie Society mit einem Stipendium ausgezeichnet, wodurch er beim Oxford Piano Festival 2019 auftrat.